# تام اویاچائو اکسکیوتیوا
تام اویاچائو اکسکیوتیوا (به انگلیسی: TAM Aviação Executiva) یک شرکت هواپیمایی است که در تاریخ ۱۹۶۱ میلادی تأسیس شده است. دفتر مرکزی تام اویاچائو اکسکیوتیوا در سائو پائولو، برزیل واقع شده‌است و به آفریقا، خاورمیانه، پرواز انجام می‌دهد.